# 鈴木章夫 (外科学者)
鈴木 章夫（すずき あきお、1929年11月7日 - 2010年10月28日）は、日本の医学者、医師。専門は心臓外科学。
冠動脈外科医であり、心臓のバイパス手術の権威。1995年から2008年まで東京医科歯科大学の学長を務めた。

## 経歴
- 1950年 東京大学中退
- 1956年 東京医科歯科大学医学部卒業
- 1956年 東京米国陸軍病院インターン
- 1958年 クリーブランド市セントヴィンセントチャリティ病院胸部外科チーフフェロー
- 1968年 ミシシッピ大学医学部外科教授・同病院心臓血管外科部長
- 1969年 東京医科歯科大学医学博士「弁移植 」[2]
- 1974年 順天堂大学医学部胸部外科主任教授
- 1983年 東京医科歯科大学医学部胸部外科学講座教授
- 1987年 東京医科歯科大学医学部附属病院長
- 1992年 東京医科歯科大学医学部長
- 1995年 東京医科歯科大学学長
- 2008年 東京医科歯科大学名誉教授

## 受賞歴
- 1997年 - 紫綬褒章[3]
- 2007年 - 文化功労者[4]
- 2010年 - 正四位[5]

## その他
- 心臓外科の第一人者[6][7][8][9]

### 手塚治虫の漫画 ブラック・ジャック
週刊少年チャンピオン1977年10月31日発売45号に掲載された、手塚治虫連載のブラック・ジャック第188話「肩書き」に、J大学（順天堂大学）の鈴木教授なる人物が言及されている。鈴木本人は「彼が僕の記事をどこかで読んだんじゃないかな？」と述べている（手塚治虫は病気の為ブラック・ジャックを長期休載後第188話「肩書き」で連載再開しており充電期間中に構想を書き溜めたものが、第188話「肩書き」である。）

### 1960年、鈴木の名は全米を駆けめぐった
1960年、人工弁の開発成功により、全米で評価を得る。

## 趣味
- 硬式テニス

## 逸話

### ハーバード大学との提携とアメリカ時代
鈴木が渡米した1957年頃は、人種差別が残り、日本人にマサチューセッツ総合病院レジデントの道は閉ざされていた。 「アパートを探しに行くと、パールハーバーを爆撃した国民に貸す部屋はない、なんていわれたんだからね（笑）」
ただ、クリーブランド市セントヴィンセントチャリティ病院において、鈴木が人工弁の手術に成功すると、逆に、ハーバードから教えを請われることとなる。 「『手術を見せて欲しい、自分たちにもその人工弁を使わせてほしい』と言ってきたよ」
本プログラム、ハーバード大学との提携は鈴木とハーバード大学教授との友情のたまものであった。 「彼らは何かを成し遂げた人物には礼を尽くす。それはアメリカの良いところだね。」
鈴木の若き医学生への願いは 「どうしても助けられない」 、その時に 「何とかできないか」 という思いをたえず持てば 「きっとアイディアが浮かんでくるはずだ。私もそうやって来た」 であった。